# شیلووو (لبانه)
شیلووو (به صربی: Šilovo) یک منطقهٔ مسکونی در صربستان است که در لبانه واقع شده‌است. شیلووو ۵۲۱ نفر جمعیت دارد.